# David Watkin
David Watkin (* 23. März 1925 in Margate, Kent, England; † 19. Februar 2008 in Brighton) war ein britischer Kameramann. Watkin stand seit 1956 hinter der Kamera und hat bis 2000 über 60 bekannte Filme gefilmt. 1964 war er für die Titelsequenz zum James-Bond-Film Goldfinger verantwortlich.

## Filmografie (Auswahl)
- 1963: The Six-Sided Triangle (Kurzfilm)
- 1965: Der gewisse Kniff (The Knack…and How to Get It)
- 1965: Hi-Hi-Hilfe! (Help!)
- 1966: Mademoiselle
- 1967: Wie ich den Krieg gewann (How I Won the War)
- 1968: Der Angriff der leichten Brigade (The Charge of the Light Brigade)
- 1969: Danach (The Bed Sitting Room)
- 1970: Catch-22 – Der böse Trick (Catch-22)
- 1971: Die Teufel (The Devils)
- 1971: Boyfriend (Ihr Liebhaber) (The Boy Friend)
- 1973: Empfindliches Gleichgewicht (A Delicate Balance)
- 1973: Die drei Musketiere (The Three Musketeers)
- 1974: Die vier Musketiere – Die Rache der Mylady (The Four Musketeers)
- 1975: Mahagoni (Mahogany)
- 1976: Robin und Marian (Robin and Marian)
- 1976: Die Braut des Satans (To the Devil a Daughter)
- 1977: Jesus von Nazareth (Jesus of Nazareth)
- 1979: Das tödliche Dreieck (Hannover Street)
- 1979: Explosion in Cuba (Cuba)
- 1981: Die Stunde des Siegers (Chariots of Fire)
- 1983: Yentl
- 1984: Hotel New Hampshire (The Hotel New Hampshire)
- 1985: Oz – Eine fantastische Welt (Return to Oz)
- 1985: Jenseits von Afrika (Out of Africa)
- 1987: Mondsüchtig (Moonstruck)
- 1988: Masquerade – Ein tödliches Spiel (Masquerade)
- 1988: Der Preis der Gefühle (The Good Mother)
- 1988: Last Rites – Im Fegefeuer der Sünde (Last Rites)
- 1989: Tödliche Galaxie (Murder by Moonlight)
- 1990: Hamlet
- 1990: Memphis Belle
- 1991: Object of Beauty (The Object of Beauty)
- 1992: Die Herbstzeitlosen (Used People)
- 1993: This Boy’s Life
- 1994: Taschengeld (Milk Money)
- 1996: Bogus
- 1996: Jane Eyre
- 1997: Nacht über Manhattan (Night Falls on Manhattan)
- 1997: Sterben und erben (Critical Care)
- 1997: Obsession
- 1999: Gloria
- 1999: Tee mit Mussolini (Tea with Mussolini)
- 2000: Lover’s Prayer (All Forgotten)

## Auszeichnungen
Neben vielen internationalen Auszeichnungen, darunter neun BAFTA-Award-Nominierungen (davon einmal ausgezeichnet), gewann Watkin bei der Oscarverleihung 1986 den Oscar in der Kategorie Beste Kamera für seine Arbeit in Jenseits von Afrika.